# Kanton Vignobles et Bastides
 Vignobles et Bastides is een kanton van het Franse departement Tarn. Het kanton maakt deel uit van het arrondissement Albi. In 2021 telde het 19.686 inwoners.

Het kanton werd gevormd ingevolge het decreet van 17 februari 2014 , met uitwerking op 22 maart 2015, met Rabastens als hoofdplaats.

## Gemeenten
Het kanton omvat volgende 25 gemeenten :
- Alos
- Andillac
- Beauvais-sur-Tescou
- Cahuzac-sur-Vère
- Campagnac
- Castelnau-de-Montmiral
- Grazac
- Larroque
- Lisle-sur-Tarn
- Mézens
- Montdurausse
- Montels
- Montgaillard
- Montvalen
- Puycelsi
- Rabastens
- Roquemaure
- Saint-Beauzile
- Saint-Urcisse
- Sainte-Cécile-du-Cayrou
- Salvagnac
- La Sauzière-Saint-Jean
- Tauriac
- Le Verdier
- Vieux